# Південно-Комишнянське газоконденсатне родовище
Південно-Комишнянське газоконденсатне родовище — газоконденсатне родовище, що належить до Глинсько-Солохівського газонафтоносного району Східного нафтогазоносного регіону України.

## Опис
Розташоване в Полтавській області на відстані 28 км від м. Миргород.
Знаходиться в центральній частині приосьової зони Дніпровсько-Донецької западини в межах групи структур, що простягаються вздовж півд. борту Жданівської депресії.
Структура виявлена в 1978 р. і являє собою малоамплітудну куполоподібну складку, зрізану порушенням на півд. сході. Перший промисл. приплив газу отримано в 1984 р. з інт. 5136-5176 м. Всього пробурено 4 свердловини, якими розкрито г.п. від четвертинних до нижньовізейсько-турнейських нижнього карбону .
Поклади пластові, тектонічно екрановані. Режим покладів газовий. Запаси початкові видобувні категорій А+В+С1: газу — 6631 млн. м³; конденсату — 1859 тис. т.